# Seuil (Ardenas)
Seuil é uma comuna francesa na região administrativa de Grande Leste, no departamento das Ardenas. Estende-se por uma área de 11,79 km². Em 2010 a comuna tinha 174 habitantes (densidade: 14,8 hab./km²).